# Børkop Kommune
| Strukturdaten       | Strukturdaten |
| ------------------- | ------------- |
| Sitz der Verwaltung | Børkop        |
| Fläche              | 103,13 km²    |
| Einwohner           | 12.087 (2006) |
| Kommune seit 2007   | Vejle Kommune |

Børkop Kommune war bis Dezember 2006 eine dänische Kommune im damaligen Vejle Amt im Osten von Jütland. Seit Januar 2007 ist sie zusammen mit der “alten” Vejle Kommune, der Give Kommune, der Jelling Kommune, der Egtved Kommune (ohne das Kirchspiel Vester Nebel) und dem Kirchspiel Grejs der ehemaligen Tørring-Uldum Kommune Teil der neuen Vejle Kommune.
Børkop Kommune entstand im Zuge der dänischen Verwaltungsreform von 1970 und umfasste folgende Sogn:
- Gauerslund Sogn
- Gårslev Sogn
- Skærup Sogn
- Smidstrup Sogn